# Амазон-карлик вогнистоголовий
Амазо́н-ка́рлик вогнистоголовий (Hapalopsittaca amazonina) — вид папугоподібних птахів родини папугових (Psittacidae). Мешкає в Колумбії і Венесуелі.

## Опис

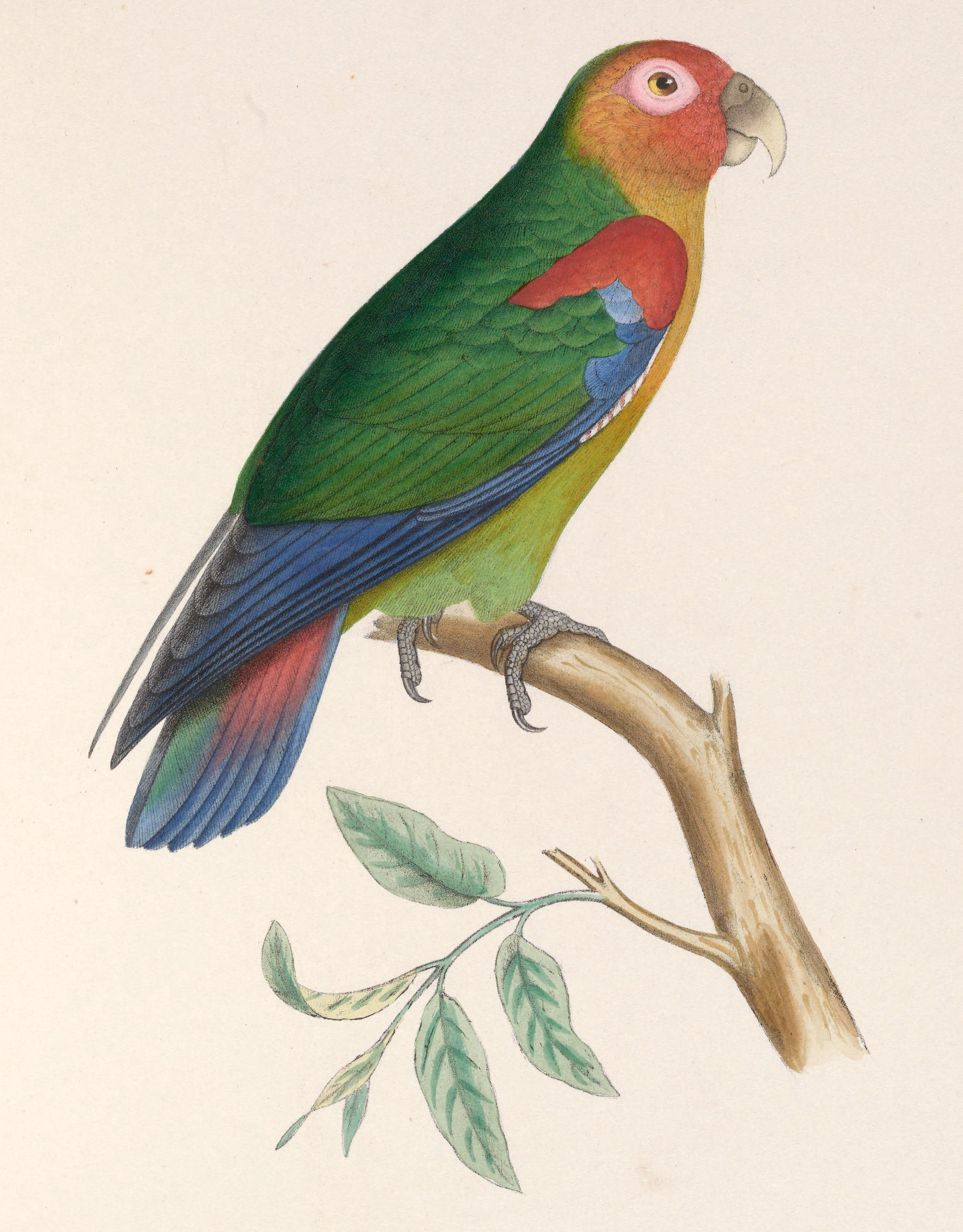
Вогнистоголовий амазон-карлик

Довжина птаха становить 23 см. Забарвлення переважно зелене. Голова тьмяно-оранжева, від дзьоба до очей ідуть жовті смуги, щоки оранжево-червоні, поцятковані жовтими смужками. Горло і груди охристо-зелені, решта нижньої частини тіла зелена. Плечі темно-червоні, другорядні покривні пера крил сині, першорядні покривні пера крил темно-сині. Хвіст червоний з фіолетовим кінчиком. Дзьоб сизий. Молоді птахи мають менш пістряве забарвлення, обличчя у них більш тьмяне.

## Підвиди
Виділяють три підвиди:
- H. a. theresae (Hellmayr, 1915) — Анди на крайньому північному сході Колумбії та на північному заході Венесуели (Кордильєра-де-Мерида);
- H. a. velezi Graves, GR & Restrepo, 1989 — Центральний хребет Колумбійських Анд;
- H. a. amazonina (Des Murs, 1845) — Східний хребет Колумбійських Анд.

## Поширення і екологія
Вогнистоголові амазони-карлики живуть у вологих гірських і хмарних тропічних лісах з великою кількістю епіфітів та у високогірних чагарникових заростях. Зустрічаються на висоті від 2000 до 3600 м над рівнем моря, переважно на висоті понад 2500 м над рівнем моря. Живляться плодами, квітками і насінням. яких шукають в кронах дерев.

## Збереження
МСОП класифікує стан збереження цього виду як близький до загрозливого. За оцінками дослідників, популяція вогнистоголових амазонів-карликів становить від 2500 до 10000 дорослих птахів. Їм загрожує знищення природного середовища.